# Les Cammazes
Les Cammazes is een gemeente in het Franse departement Tarn (regio Occitanie) en telt 209 inwoners (1999). De plaats maakt deel uit van het arrondissement Castres.

## Geografie
De oppervlakte van Les Cammazes bedraagt 7,8 km², de bevolkingsdichtheid is 26,8 inwoners per km².
De onderstaande kaart toont de ligging van Les Cammazes met de belangrijkste infrastructuur en aangrenzende gemeenten.

## Demografie
Onderstaande figuur toont het verloop van het inwonertal (bron: INSEE-tellingen).